# Független Magyarország (napilap)
Független Magyarország (1902-1919). Székhely: Budapest. Kiadó: Függetlenségi Párt. Periodicitás: napilap.

## Szerkesztői, munkatársai, tartalma
1918-ig Dienes Márton szerkesztette, 1918-tól Rónay Béla, Vécsey Leó. A lap egyik főmunkatársa Kossuth Ferenc volt. Tudomány és irodalom rovatot is szerkesztettek, melyben fővárosi és országos kulturális eseményekről is beszámoltak. Tárcarovatukban szépirodalmat, könyvismertetéseket, színikritikákat adtak közre. Híres írók publikáltak a lapban, köztük Krúdy Gyula, Molnár Ferenc, Vay Sándor, Bródy Sándor vagy éppen a kolozsvári Emil Isac román költő.